# Anthrax trifasciatus
Anthrax trifasciatus es una especie de mosca del género Anthrax, de la familia Bombyliidae, orden Diptera.

## Distribución
Se distribuye por Pakistán, Afganistán, Albania, Argelia, Austria, Bélgica, Bosnia y Herzegovina, Bulgaria, Croacia, República Checa, Francia, Grecia, Hungría, Italia, Macedonia, Malta, Marruecos y Omán.

## Taxonomía
Fue descrita por Meigen en 1804 y publicada en Meigen, J.W. 1804. Klassifikazion und Beschreibung der europäischen zweiflügligen Insekten. (Diptera Linn.). Erster Band. Abt. I. xxviii + pp. 1-152, Abt. II. vi + pp. 153-314.